# Cour suprême (Cameroun)
Pour les autres articles nationaux ou selon les autres juridictions, voir Cour suprême.
Au Cameroun, la Cour suprême (en anglais : Supreme Court of Cameroon) est la plus haute juridiction en matière judiciaire, administrative et de jugement des comptes. Elle a exercé à titre intérimaire la fonction de Conseil constitutionnel crée le 18 janvier 1996 jusqu'à sa mise en place le 7 février 2018.
Elle est divisée en trois chambres spécialisées :
- une chambre judiciaire ;
- une chambre administrative ;
- une chambre des comptes.

La chambre judiciaire statue souverainement sur :
- les recours en cassation admis par la loi contre les décisions rendues en dernier ressort par les cours et les tribunaux de l'ordre judiciaire ;
- les décisions  des juridictions inférieures de l'ordre judiciaire devenues définitives dans les cas où l'application du droit est en cause.

La chambre des comptes est compétente pour contrôler et statuer sur les comptes publics et ceux des entreprises publiques et parapubliques.

## Composition de la cour suprême
La loi n° 2006/016 du 29 décembre 2006 fixe l'organisation et le fonctionnement de la cour suprême.
La Cour Suprême comprend (art.4):
- au siège :
  - un premier président, président de la Cour suprême ;
  - des présidents de chambre ;
  - des conseillers maîtres ;
  - des conseillers référendaires ;
  - le greffier en chef de la Cour suprême ;
  - des greffiers en chef des Chambres ;
  - des greffiers ;

- au parquet général :
  - un procureur général ;
  - un premier avocat général ;
  - des avocats généraux.

## Fonctionnement
Toute affaire soumise à la Cour est jugée par cinq magistrats, membres de la Cour, sauf pour les pourvois où, selon les nécessités de service, trois membres de la Cour peuvent suffire.
Le président de la Cour suprême ou son délégué statue seul sur les procédures en référé et les ordonnances sur requête.

## Relations internationales
La Cour suprême est membre de l'Association des hautes juridictions de cassation des pays ayant en partage l'usage du français (AHJUCAF), de l'Association des cours constitutionnelles des pays ayant en partage l’usage du français (ACCPUF), de l’International Association of Supreme Administrative Jurisdictions (IASAJ), du Commonwealth Magistrates and Judges Association (CMJA) et enfin du Comité des droits économiques, sociaux et culturels du Conseil économique et social des Nations unies.